# Женска рукометна репрезентација Бугарске
Женска рукометна репрезентација Бугарске у организацији Рукометног савеза Бугарске представља Бугарску у рукомету на свим значајнијим светским и континенталним такмичењима.

## Успеси репрезентације

### Наступи наОлимпијским играма
- До сада нису учествовали ни на једном женском рукометном турниру на Олимпијским играма.

### Наступи наСветским првенствима
| Година             | Турнир                     | Пласман   | ИГ | П | Н | И  | ГД  | ГП  | ГР  |
| ------------------ | -------------------------- | --------- | -- | - | - | -- | --- | --- | --- |
| Мађарска 1982.     | Пласман од 7. до 12. места | 10. место | 7  | 2 | 0 | 5  | 136 | 141 | -5  |
| Јужна Кореја 1990. | Финална група              | 12. место | 7  | 2 | 0 | 5  | 155 | 179 | -24 |
| Укупно             | 2                          | 10. место | 14 | 4 | 0 | 10 | 291 | 320 | -29 |

### Наступи наЕвропским првенствима
- До сада нису учествовали ни на једном Европском првенству у рукомету за жене.